# Вашку Гомиш Абреу
Вашку Гомеш Абреу (на португалски: Vasco Gomes de Abreu, ? – 1386) е португалски благородник, роден във Валдареш, а по-късно и господар на града.

## Биография
Вашку Гомеш Абреу е управник на Валдареш. Присъства на брачната церемония на крал Педру I Португалски с Инес де Кастро. След смъртта на крал Фердинанд I за кратко управлява Португалия, но с идването на власт на крал Жуау I се оттегля.